# Osmate
Osmate é uma comuna italiana da região da Lombardia, província de Varese, com cerca de 447 habitantes. Estende-se por uma área de 3 km², tendo uma densidade populacional de 149 hab/km². Faz fronteira com Cadrezzate, Comabbio, Sesto Calende, Travedona-Monate.